# 水木洋子
水木 洋子（みずき ようこ、本名：高木富子、1910年（明治43年）8月25日 - 2003年（平成15年）4月8日）は、日本の脚本家。映画監督の谷口千吉は元夫。1913年（大正2年）生まれを自称していた。

## 来歴・人物

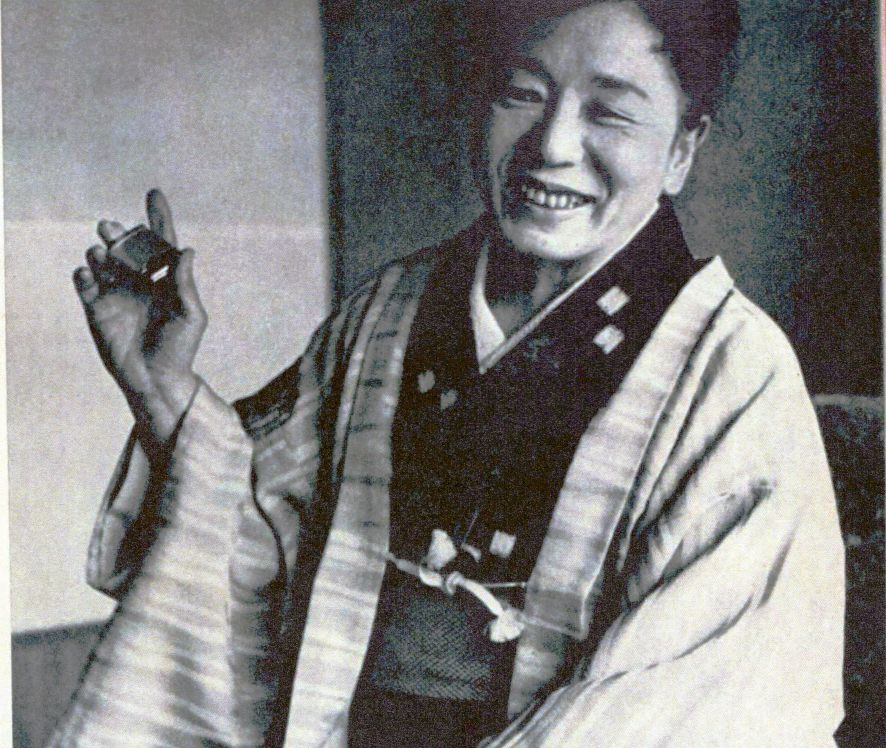
キネマ旬報社『キネマ旬報』第265号(1966)より

東京府東京市京橋区（現・東京都中央区京橋）出身。東京府立第一高等女学校（現東京都立白鷗高等学校）、文化学院出身。東京左翼劇場に出演する。
24歳で父と死別してから家族を支えるために脚本を執筆するようになる。当初は舞台の脚本を書いていたが、戦時中はラジオドラマの脚本を主に手掛けるようになった。
1938年12月、都内の乃木神社で当時東宝の助監督だった谷口千吉と挙式するが、翌年10月に協議離婚をした。
戦後、かつてのロシア語の師で、大御所脚本家になっていた八住利雄に映画の脚本を書くよう勧められ、1949年『女の一生』が映画デビュー作品となる。
1947年から市川市八幡に邸宅を構えた。
その後女性の視点から見たヒット作を多数描き、特に文芸作品の脚色で多くの傑作を遺した。キネマ旬報ベストテン1位を4回受賞するなど、戦後の日本映画黄金時代を代表する脚本家である。林芙美子原作・成瀬巳喜男監督の『浮雲』（1955年）などは名高い。
没後、一切の財産を1946年から住んでいた市川市に寄贈した。旧宅は毎月第2、第4土日に公開されている。2004年（平成16年）、市川市の名誉市民に選出された。墓所は台東区海禅寺。

## 主な作品
- また逢う日まで（今井正監督）
- おかあさん（成瀬巳喜男監督）
- ひめゆりの塔（今井正監督）
- あにいもうと（成瀬巳喜男監督）
- 山の音（成瀬巳喜男監督）
- 浮雲（成瀬巳喜男監督）
- 驟雨（成瀬巳喜男監督）
- おとうと（市川崑監督）
- ここに泉あり（今井正監督）
- 純愛物語（今井正監督）
- キクとイサム（今井正監督）
- 怪談（小林正樹監督）
- もず（渋谷実監督）
- 婚期（吉村公三郎監督）
- あれが港の灯だ（今井正監督）
- 甘い汗（豊田四郎監督）
- 竜馬がゆく（大河ドラマ）
- はまなすの花が咲いたら（テレビドラマ）
- 甘柿しぶ柿つるし柿（テレビドラマ）

## 受賞
- 第1回菊池寛賞（1953年）
- 紫綬褒章（1981年）
- 勲四等宝冠章（1987年）

## 伝記
- 加藤馨『脚本家水木洋子 大いなる映画遺産とその生涯』映人社、2010年
  - 著者は元朝日新聞記者、2002年より水木洋子市民サポーターの会会長。市川市立図書館所蔵の資料を基にした評伝。